# بليزي
بليزي، (بالإنجليزية: Bellizzi)‏، هي بلدة و(بلدية) في مقاطعة ساليرنو، في منطقة كامبانيا، بجنوب غرب إيطاليا.

## السكان
في سنة 1861 بلغ عدد السكان 394 نسمة، وتطور العدد ليصل في سنة 2011 لـ 12٬971 نسمة.
يظهر هذا المخطط البياني تطور النمو السكاني لـ بليزي